# Ікорна дипломатія

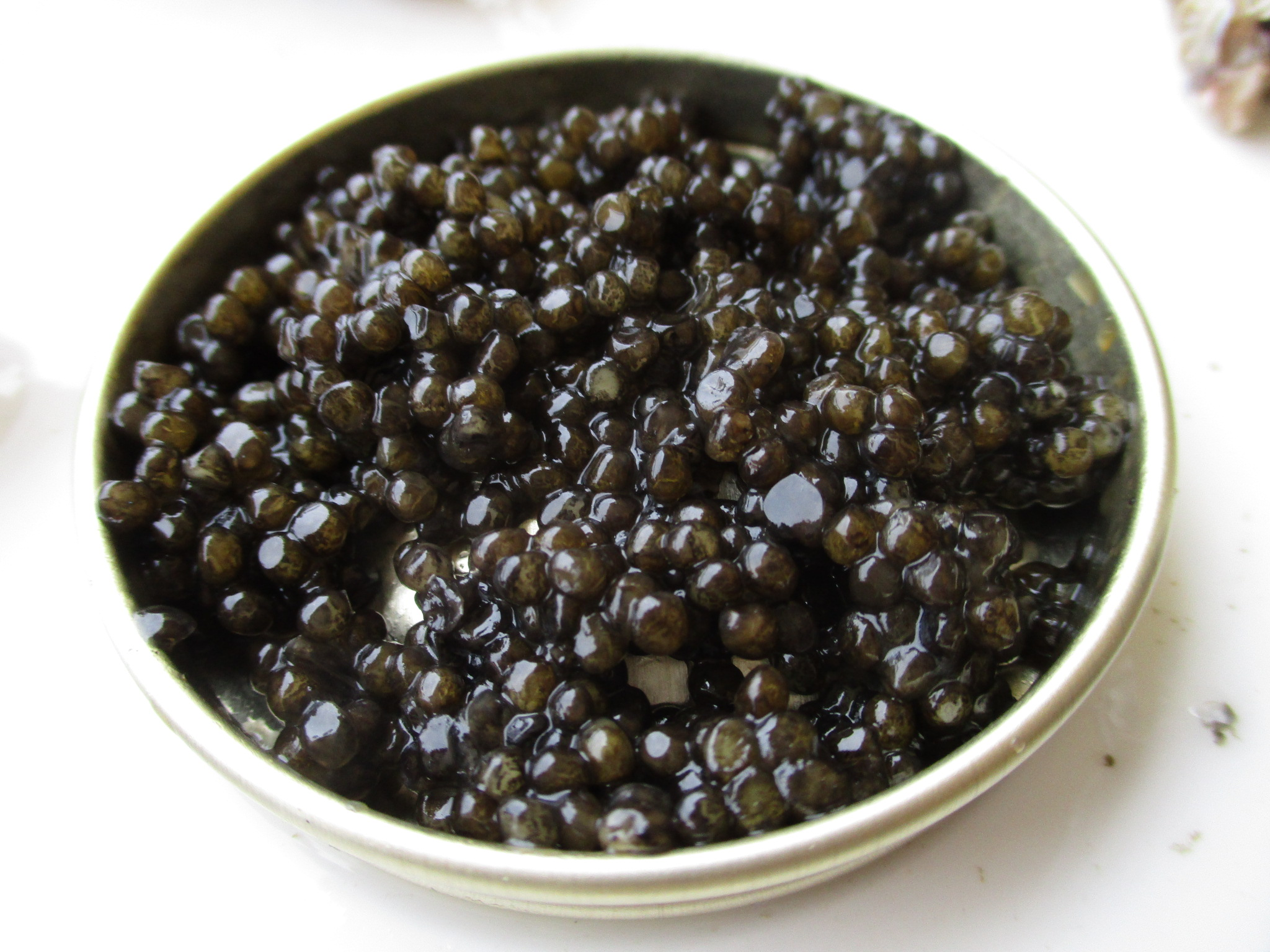
Банка ікри

Іко́рна диплома́тія (азерб. Kürü diplomatiyası) — лобістська стратегія Азербайджану, що складається з дорогих запрошень іноземних політиків та співробітників міжнародних організацій до Азербайджану коштом країни перебування. До складу ікорної дипломатії також входять дорогі подарунки як «данина східній традиції».

## Термінологія
Термін «ікорна дипломатія» вперше вжито в 2012 році у звіті Європейської ініціативи стабільності (ESI) — «Ікорна дипломатія — як Азербайджан добився мовчання Ради Європи». У звіті зазначено, що цей термін використовується в неформальних розмовах азербайджанських чиновників для опису щедрих подарунків іноземним політикам.

## Розслідування Європейської ініціативи стабільності

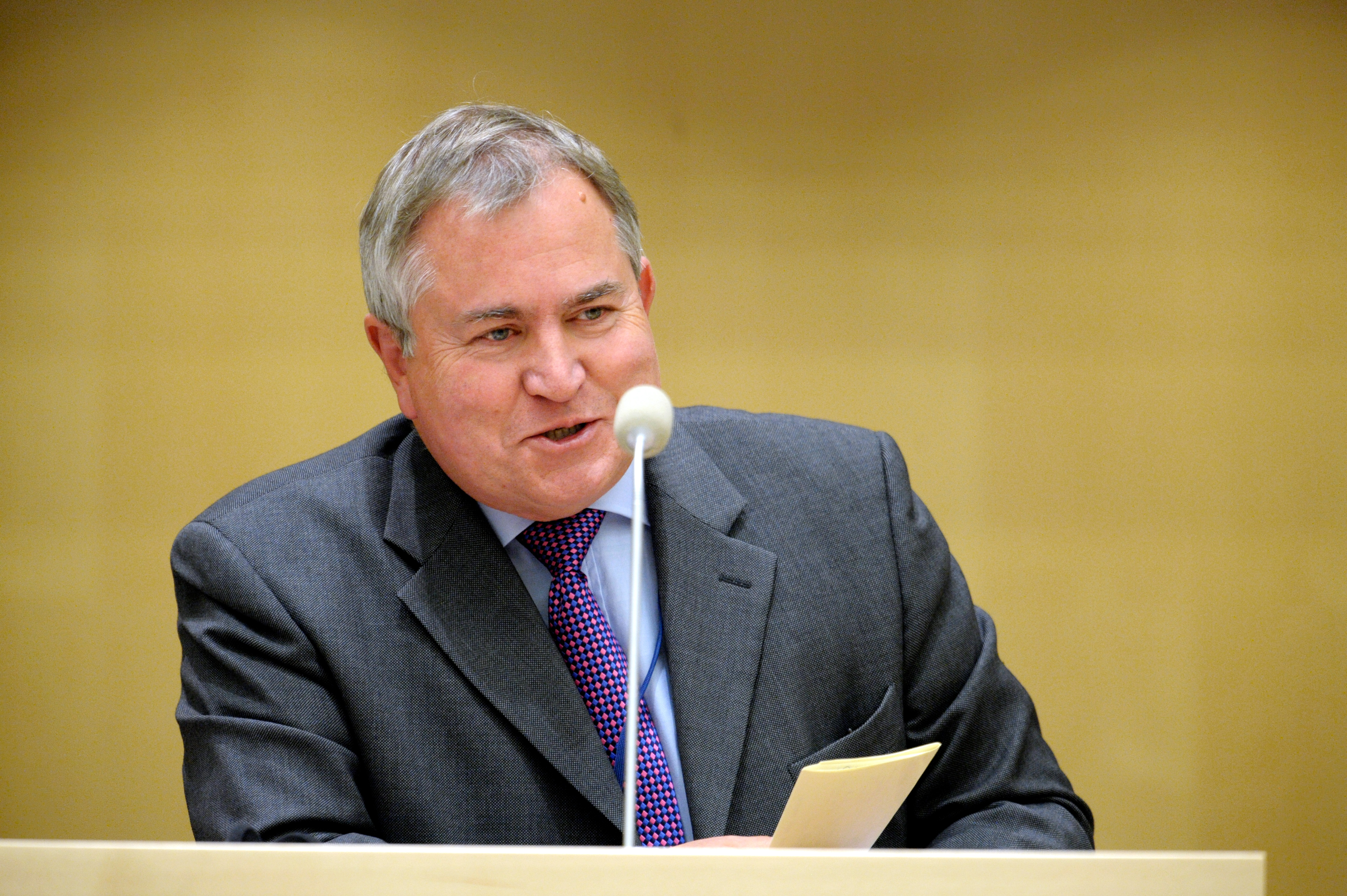
Роберт Волтер

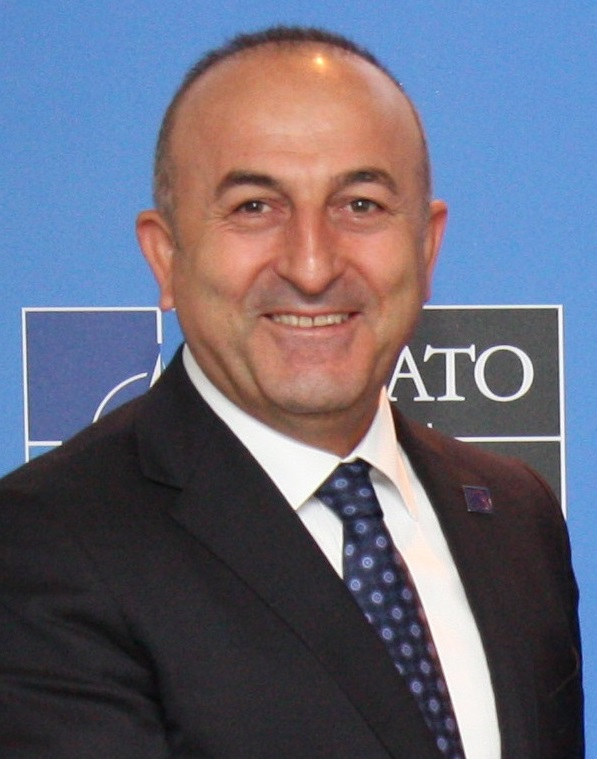
Мевлют Чавушоглу

За даними джерел ESI, в Азербайджані є група з 10—12 друзів у Парламентській Асамблеї Ради Європи (ПАРЄ) та 3—4 людини в секретаріаті, які отримують принаймні півкілограма чорної ікри (ціна на ринку понад 1300 євро за кілограм) у подарунок чотири рази на рік. Багатьох депутатів запрошують до Баку й під час їхніх візитів гості отримують нарівні з ікрою численні інші подарунки, серед яких: дорогі шовкові килими, золоті та срібні предмети, напої та гроші. У Баку загальним подарунком є 2 кг ікри. За даними ESI, поза ПАРЄ немає сумнівів щодо ситуації з демократією в Азербайджані, яку характеризують як напівавторитарну навіть найбільші його прихильники. Але попри те, що 2010 року в парламент Азербайджану не обрано опозиційних партій, глава місії ПАРЄ заявив, що вибори узгоджуються з міжнародними стандартами. Згідно з ESI, це можна пояснити лише «ікорною дипломатією». ESI у своєму звіті навів приклад дискусій ПАРЄ, коли Азербайджан публічно підтримали його часті відвідувачі — британський ліберал-демократ Майкл Генкок і колишній міністр закордонних справ Естонії Крістііна Оюланд, які, незважаючи на очевидний регрес у ситуації з правами людини в Азербайджані, відсутність вільних виборів, а також критику міжнародних правозахисних організацій, заявили, що в Азербайджані немає серйозних проблем. ESI також додала до списку «друзів Азербайджану» бельгійця Поля Вілле, Едуарда Лінтнера з Баварії, Мевлюта Чавушоглу з Туреччини, Роберта Волтера з Великої Британії та низку російських представників.
Під час президентських виборів 2008 року спостерігачі ПАРЄ мали у своєму складі велику групу відверто проазербайджанських депутатів. Варіант заяви про вибори, який підготував керівник групи спостерігачів Андреас Геркель, що містить критичні зауваження, стикався з відхиленням проазербайджанської групи у складі Майкла Генкока, Едуарда Лінтнера та Поля Вілле. Геркель мусив заявити про свою відставку, якщо критика не увійде до заяви. Під час референдуму, який скасував обмеження кількості президентських термінів для Ільхама Алієва, четверо депутатів ПАРЄ — Едуард Літнер, Поль Вілле, Хакі Кескін та Педро Аграмунт — оцінили референдум як прогрес демократії.
Окрім представників ПАРЄ, на засіданні були спостерігачі від Бюро демократичних інститутів та прав людини ОБСЄ (БДІПЛ), які мають великий досвід таких спостережень і які виявили численні порушення процедури, що виключають можливість вибору на парламентських виборах 2010 року. Під час зустрічей європейських спостерігачів, у яких взяли участь представники ПАРЄ в особі Поля Вілле та поляка Тадеуша Івінського, глава спостерігачів БДІПЛ Одрі Гловер з Великої Британії звернула увагу на численні порушення, яких не оскаржували представники ПАРЄ. Проте попередній результат моніторингу ПАРЄ, представлений Полом Віллем, відзначав відповідність підготовки до виборів міжнародним стандартам, а також прозору та ефективну роботу організаторів. На виборах спостерігачі БДІПЛ зафіксували численні порушення й безпрецедентне заповнення бюлетенів. Після закриття виборчих дільниць БДІПЛ оцінило вибори як, мабуть, найбільш шахрайські, за якими вони спостерігали. Однак, виступаючи на азербайджанському телебаченні, Поль Вілле зазначив, що вибори пройшли демократично і що він не знав про жодні порушення. У свою чергу, БДІПЛ піддало вибори різкій критиці.
На запитання, чи давали хабарі спостерігачам, Гловер відповіла, що особисто вона їх не отримувала. Повернувшися з Баку, представник групи ПАРЄ Вольфганг Гросрук звинуватив Одрі Гловер у тому, що вона «ненадійна», непрофесійна, а також у тому, що вона не захищала представників ПАРЄ, коли її питали про хабарі. Звіт БДІПЛ, опублікований у січні 2011 року, містив надзвичайно критичні оцінки виборів 2010 року.
Розслідування ESI мали значний резонанс у міжнародних медіа: EU Observer, Politiken, DK, Radio Sarajevo, BBC, Der Tagesspiegel, Africa Intelligence, Neue Zürcher Zeitung, The Guardian та інших